# Spizaetus willetti
Spizaetus willetti är en utdöd fågel i familjen hökartade rovfåglar inom ordningen hökfåglar. Arten beskrevs 1935 utifrån fossila lämningar från sen pleistocen funna i Nevada, USA.